# Hans Jörg Mammel
Hans Jörg Mammel (né en 1973 à Stuttgart) est un ténor d'opéra et de concert allemand.

## Biographie
Mammel reçoit sa première éducation musicale en tant que membre de la chorale de garçons des Stuttgarter Hymnus-Chorknaben. Après des études juridiques rapidement interrompues, il a étudié à la Hochschule für Musik de Fribourg avec Winfried Toll, Werner Hollweg et Ingeborg Most,. Après plusieurs master classes en Europe, Mammel a collaboré avec des chefs tels que Thomas Hengelbrock, Markus Teutschbein, Marcus Creed et Philippe Herreweghe. Le répertoire de Mammels comprend des œuvres majeures dévolues au concert et à opéra, dont les cycles de mélodies ou lieder et de la musique contemporaine, avec notamment Karlheinz Stockhausen
Mammel a chanté entre autres, le rôle-titre de L'Orfeo de Monteverdi en Islande Il a été artiste invité du Théâter de Fribourg, du Théâter de Coblence et du Staatsoper Unter den Linden de Berlin. En 2008 Mammel a interprété le rôle titre de La clemenza di Tito de Mozart à l'Opéra de Normandie de Rouen.

## Discographie
- Schubert, Winterreise - Arthur Schoonderwoerd, pianoforte (22–24 octobre 2005, Alpha 101)[3]